# Степаньково (Старицкий район)
Степаньково — деревня в Старицком районе Тверской области. Входит в состав Ново-Ямского сельского поселения.

## География
Находится в южной части Тверской области на расстоянии приблизительно 11 км на юг-юго-запад по прямой от районного центра города Старица.

## История
Деревня была отмечена ещё на карте 1825 года. В 1859 году здесь (деревня Зубцовского уезда) был учтен 21 двор. Ныне имеет дачный характер.

## Население
Численность населения: 150 человек (1859 год), 6 (русские 67 %) в 2002 году, 0 в 2010.